# Perkujki
Perkujki (deutsch Perkuiken) ist ein Ort in der polnischen Woiwodschaft Ermland-Masuren. Er gehört zur Gmina Bartoszyce (Landgemeinde Bartenstein) im Powiat Bartoszycki (Kreis Bartenstein (Ostpr.)).

## Geographische Lage
Perkujki liegt am östlichen Ufer der Łyna (deutsch Alle) in der nördlichen Mitte der Woiwodschaft Ermland-Masuren, 29 Kilometer südwestlich der ehemaligen und heute auf russischem Hoheitsgebiet gelegenen Kreisstadt Friedland (russisch Prawdinsk) bzw. vier Kilometer südlich der heutigen Kreismetropole Bartoszyce (Bartenstein).

## Geschichte
Um 1419 wurde der seinerzeit Perkoyke genannte kleine Ort gegründet und nach 1419 Perkuken, nach 1546 Perkukenn, nach 1570 Perkuren, um 1785 Peruicken und danach Perkuiken genannt. 1874 wurde die Landgemeinde Perkuiken in den Amtsbezirk Rothgörken (polnisch Czerwona Górka) im ostpreußischen Kreis Friedland (1927 bis 1945 in „Kreis Bartenstein“ umbenannt) eingegliedert.
Bereits 1881 fand eine Umgliederung Perkuikens aus dem Amtsbezirk Rothgörken in den Nachbaramtsbezirk Groß Schwaraunen (polnisch Szwaruny) statt. Am 30. Mai 1899 wurden das Waldvorwerk Rothgörken des Gutsbezirks Rothgörken sowie das Waldvorwerk Sandlack des Gutsbezirks Sandlack (polnisch Sędławki) nach Perkuiken eingemeindet. Die Gesamteinwohnerzahl Perkuikens belief sich im Jahre 1910 auf 63.
Am 30. September 1928 gab Perkuiken seine Eigenständigkeit auf und schloss sich mit den Gutsbezirken Plensen (polnisch Plęsy) und Polenzhof (polnisch Połęcze) zur neuen Landgemeinde Plensen zusammen.
In Kriegsfolge kam 1945 das gesamte südliche Ostpreußen zu Polen. Peerkuiken erhielt die polnische Namensform „Perkujki“ und ist heute eine Ortschaft innerhalb der Landgemeinde Bartoszyce (Bartenstein) im Powiat Bartoszycki (Kreis Bartenstein (Ostpr.)), von 1975 bis 1998 der Woiwodschaft Olsztyn, seither der Woiwodschaft Ermland-Masuren zueghörig. Im Jahre 2021 zählte Perkujki 36 Einwohner.

## Religion
Christentum
Bis 1945 war Perkuiken in die evangelische Stadtkirche Bartenstein in der Kirchenprovinz Ostpreußen der Kirche der Altpreußischen Union, außerdem in die römisch-katholische St.-Bruno-Kirche in Bartenstein im damaligen Bistum Ermland eingepfarrt.
Heute gehört Perkujki kirchlich weiterhin zur Kreisstadt Bartoszyce: zur dortigen katholischen Pfarrei, jetzt allerdings im Erzbistum Ermland gelegen, und zur evangelischen Kirchengemeinde, die jetzt eine Filialgemeinde der Johanneskirche in Kętrzyn (Rastenburg) in der Diözese Masuren der Evangelisch-Augsburgischen Kirche in Polen ist.

## Verkehr
Perkujki liegt an einer Nebenstraße, die über Połęcze (Polenzhof) nach Lipina (Ernsthof) und weiter bis nach Osieka (Hermenhagen) an der Landesstraße 51 (frühere Reichsstraße 142) führt. Eine Anbindung an den Bahnverkehr besteht nicht.